# Альфонс Поаті-Сушлаті
Альфонс Поаті-Сушлаті (фр. Alphonse Poaty-Souchlaty; нар. 25 березня 1941 — 24 жовтня 2024) — конголезький державний і політичний діяч, восьмий прем'єр-міністр Народної Республіки Конго.

## Політична кар'єра
Від 1986 до 1989 року займав пост міністра торгівлі, малого та середнього бізнесу. За результатами 4-го з'їзду Конголезької партії праці (КПП) був обраний на посаду прем'єр-міністра.
Після проголошення курсу країни на багатопартійну систему Поаті-Сушлаті вийшов у відставку. Одночасно він вийшов з лав КПП. За його ж заявами Поаті-Сушлаті він мав розбіжності в поглядах із президентом Дені Сассу-Нгессо.
Після того колишній прем'єр-міністр заснував власну партію Республіканський союз за прогрес (РСП). За результатами парламентських виборів 1992 року партія виборола 3 місця. Того ж року Поаті-Сушлаті брав участь у президентських виборах, зайнявши лише 12-те місце. Після програшу на виборах він приєднався до Панафриканського соціал-демократичного союзу (ПСДС). 2006 року його було обрано одним з 25 заступників голови ПСДС.